# ビックリマン (アニメ)
『ビックリマン』は、1987年10月11日から1989年4月2日まで、朝日放送を制作局として、ABC・テレビ朝日系列で全75話が放送された、旭通信社、東映（東映動画）共同制作のテレビアニメ。
放送時間は1987年12月27日放送分（第12話）まで毎週日曜8:45 - 9:00、1988年1月10日放送分（第13話）より同8:30 - 9:00（いずれもJST）。その他一部のエピソードは通常とは別時間帯で放送された（#各話リストの節も参照）。

## 概要
ロッテのチョコレート菓子「ビックリマン」に付属する悪魔VS天使シリーズのシールを原作とするテレビアニメ。次回作『新ビックリマン』と比較するため、「旧ビックリマン」と呼ばれることもある。
企画段階では、「ハチャメチャなギャグもの」「旅もの」「舞台をひとつの街に限定したもの」の3案が提示されており、最終的にロッテの推薦もあり「旅もの」で決まったという。当初は原作シール第8弾の「天聖門編」で終わる予定だったが、テレビシリーズの好評を受けて延長が決定。
本作品が第7クールに入ってから『新ビックリマン』の放映が決定し、次動ネブラ編が始まるとともに物語を収束させねばならなかった都合上、一部のエピソードが省略されたものの、最終的に第19弾の「聖魔和合編」までが本作品にて描かれた。

### 放送形態
開始当初から1987年12月27日放送分（第12話）までは、同時間帯にて放送中であった『新メイプルタウン物語 パームタウン編』（1987年1月 - 12月）と本作品をセットにした『新メイプルタウン物語とビックリマン』の後半15分にて放送された。この期間中に放送されたエピソードは、後の再放送時に30分枠で放送できるよう、1回分の内容を2週に分けるいわゆる前編・後編の方式を採っていた。
『新メイプルタウン物語』の完結に伴い、1988年1月10日放送分（第13話）以降は従来どおりの30分番組に拡大、CMの前後には、画面いっぱいに並んだ無数の天使・悪魔・お守りたちが揃って「ビッ・クリ・マン！」とコールした後に大笑いするアイキャッチが新たに挿入され、それまでカットされていたオープニングテーマの後半とエンディングテーマのイントロも放送されるようになった。

## ストーリー
天魔界の悪魔たちが天聖界の攻撃を開始し、天聖界は荒廃していった。
天聖界のヘッドであるスーパーゼウスは、かつて天使と悪魔が仲良く暮らしていた平和な時代を取り戻すべく、西の果てにあるという世界、「次界」に誰もが仲良く暮らせるような新天地を築くため、天使ヘッド・聖フェニックスに8人の若神子を集めて次界を目指す旅をするよう命じた。
一方、聖動源で生まれた若神子の1人、ヤマト王子は次界へ行けば偉い天使になれるという夢のお告げを受け、次界への旅を始めたのであった。

## 登場人物

### 若神子 → 神帝 → 神帝ヘッド
ヤマト王子 → ヤマト神帝 → ヤマト爆神
声 - 鈴木富子（タイトルコールも兼任）
本作品の主人公。聖動源で生まれた若神子の一人。一人称は「僕」。明るい性格で、せっかちで少しドジな所があるが、どんなことでも一生懸命に取り組む。若神子（神帝）の中心的人物。

天子男ジャック → 神帝男ジャック → 聖遊男ジャック
声 - 山本圭子
聖遊源で生まれた若神子の一人。一人称は「オイラ」。
故郷の聖遊源を悪魔にメチャクチャにされたことを恨んでいる。十字架天使を除いてヤマト王子が一番初めに会う仲間（若神子）であり、若神子のなかではヤマト王子との付き合いが最も長い。ともに行動を共にすることが多かった一方、衝突することもしばしばあった。
気が短いが、根は親切な性格。一方、鳥が嫌いで十字架天使・クロスエンジェルが羽ばたいた音さえも恐れる。
天聖門を越えたときに「アーチ天使」クリスタル天子の理力を受け神帝男ジャックへとパワーアップを果たす。最後にはソルジャンキー・遊子ルネザンスの助力によりスピルーツギャルラと接合し神帝ヘッド、聖遊男ジャックとなった。
髪は天子男ジャックの時はオレンジ色の短髪で、神帝男ジャックの時は髪型は変わらないが水色で、聖遊男ジャックの時は紫の長髪となる。
特技「聖コインつぶて」で相手を威嚇し、遊弦棒で悪魔を改心させる。神帝時の武器は遊晶剣（ゆうしょうけん）。
モチーフはイギリス民話『ジャックと豆の木』。名前は男爵とジャックをかけている。
シール初登場は第5弾。
騎神アリババ → アリババ神帝 / ゴーストアリババ
声 - 佐藤智恵 / 塩屋翼
聖夢源で生まれた若神子の一人。図に乗りやすいが基本的に責任感の強い性格。
少し口が悪く、始めは素直ではない所があったため、ヤマト王子たちから誤解されることもあった。一人称は「俺」。
若神子（神帝）たちの中では、旅の中で最も数奇な運命を辿っている。天聖門を越えたときに「アーチ天使」明星クィーンの理力を受けアリババ神帝へとパワーアップを果たす。しかし悪魔たちの罠にはめられ、悪魔たちの作り出した超悪魔渦重合（ウルトラデビルうずじゅうごう）の魔穴（デビルホール）に落とされた後、ワンダーマリアの魔洗礼によって悪魔ヘッド・ゴーストアリババとして神帝隊と戦うことになる。聖梵ミロクの放つ聖弾流で元のアリババ神帝に戻ったが、後の六魔穴での戦いで負傷し、戦線離脱を余儀なくされる。そのため、最終回に至ってもヘッドにはなれなかった。
OVAの最終決戦ではアリババだけが犠牲になったかのような描写もあるが、消息不明になったあとのアリババがどうなったかは、次回作『新ビックリマン』で明確に描写された。
騎神アリババの時は髪は暗めの栗色で半人半馬の姿だったが、アリババ神帝からは赤みがかかった茶色の髪に二本足の姿になる。
武器は閉ざされた扉や隠された道を開く聖夢剣。神帝時の武器は夢鏡剣（むきょうけん）。ゴーストアリババ時の武器は黒夢剣（こくむけん）。
モチーフはアラビアン・ナイトの『アリババと40人の盗賊』。
シール初登場は第5弾。
牛若天子 → 牛若神帝 → 聖霊牛若
声 - 草尾毅
聖霊源で生まれた若神子の一人。お坊ちゃまとして育てられた。
性格は思慮深く温厚で言葉遣いも丁寧だが、時に熱い部分をのぞかせる。異性に対してやや面食いだったりすることも。団子パフェが好物。一人称は「私」。
天聖門を越えたときに「アーチ天使」ポンプ大帝の理力を受け牛若神帝へとパワーアップを果たす。
最後にはソルジャンキー・霊子シナプソンの助力によりスピルーツ自安（じゃん）と接合し神帝ヘッド・聖霊牛若となった。聖笛を使った音楽技や水を操ることが得意。神帝時の武器は聖水剣。
髪の色は紫だったが、牛若神帝の時は明るめの緑色、聖霊牛若のときは青、ヘッド化の時は鳶色となる。
モチーフは牛若丸。シール初登場は第5弾。
一本釣帝 → 一本釣神帝 → 聖界一本釣
声 - 飛田展男
聖界源で生まれた若神子の一人。基本的には気さくだが、やや頑固で短気な性格であり、性格が近い天子男ジャックと仲違いをすることもあった。それに、天使と悪魔は絶対に相容れない存在だという考えも持っていたことがあった。しかしながら、アローエンジェルへ飛んできた岩からかばうなど男らしい一面を持つ。一人称は「俺」。
釣りには目がなく、それが原因で悪魔に騙されてしまったことも。また、聖ボット・ヘラクライストの製作および理力注入をした12天使の一人でもある。
天聖門を越えたときに「アーチ天使」オアシス天如の理力を受け一本釣神帝へとパワーアップを果たす。
最後にはソルジャンキー・界子ボンベボンの助力によりスピルーツギョンボウと接合し神帝ヘッド、聖界一本釣となった。
髪の色は一本釣帝・一本釣神帝と共に短髪で暗めの鳶色（とびいろ）であったが、聖界一本釣の時は紫の長髪となる。
武器は聖フックを所持。神帝時の武器は聖雫剣（せいしずくけん）。また「大漁祝マント」から水を出すことができる。
モチーフは魚釣のイメージから。シール初登場は第7弾。
魯神フッド → 神帝フッド → 聖豊フッド
声 - 山田栄子 → 川島千代子（69話から75話）→ 山田栄子（OVA）
聖豊源で生まれた若神子の一人。キザだが理知的かつ冷静沈着な性格。一人称は「私」。
天聖門を越えたときに「アーチ天使」レスQ天女の理力を受け神帝フッドへとパワーアップを果たす。
最後にはソルジャンキー・豊子ムジューゲンの助力によりスピルーツウビットと接合し神帝ヘッド、聖豊フッドとなった。
髪の色は魯神フッドと神帝フッド共に黒色で、聖豊フッドの時は鳶色、ヘッド化の時は茶色となる。
武器はリンリンごう鐸と聖気理力の矢を持つ。神帝時の武器は神鐸剣（しんたくけん）。レスQ天女とは恋人同士である。
モチーフは魯迅とロビン・フッド。シール初登場は第5弾。
ピーター神子 → 神帝ピーター → 聖幻ピーター
声 - 丸尾知子（現：chiko）
聖幻源で生まれた若神子の一人。ややキザな所はあるがグループの協調性を常に重んじた情熱家で、戦いは好まないが守る者のために戦うことも必要と考えている理性的な性格。美しいものや芸術が好き。一人称は「僕」。
天聖門を越えたときに「アーチ天使」オーロラ王神の理力を受け神帝ピーターへとパワーアップを果たす。
最後にはソルジャンキー・幻子ムッフウの助力によりスピルーツウニフと接合し神帝ヘッド、聖幻ピーターとなった。
髪はピーター神子の時は短い藍色で、神帝ピーターの時は髪型は変わらないが若干紫がかかっており、聖幻ピーターの時は黄緑色、ヘッド化の時は空色の長髪となる。
武器は敵を星屑に変える聖星剣（セントスターソード）。神帝時の武器は星氷剣。また、虹の橋を架ける「レインボーアーチ」という特技を持つ。
モチーフはイギリスのジェームス・マシュー・バリーの小説ピーター・パン。シール初登場は第6弾。
テレビシリーズにおける主人公候補でもあり、その名残からエンディングにも他の若神子を差し置いて登場している。
照光子 → 烈神照光 → 大照光
声 - 山野さと子
聖光源で生まれた若神子の一人。やや古風だが、礼儀正しく芯が強い性格の持ち主。一人称は「私」。
唯一自身は天聖界に留まり、天聖門にて得意武器である聖色光で次界への道を照らす役割を果たす。
神帝へのパワーアップは先の神帝隊が次界に到着した後だった。OVAの聖魔和合シーンでは、兄の神光子と一緒に登場する。そして大照光へのパワーアップも描写された。
パワーアップ時の武器は光ファイバー和刀（ビームファイバーわとう）。
モチーフは小公子と電球など。シール初登場は第5弾。

### 天聖界
スーパーゼウス
声 - 八奈見乗児
天聖界を治める全能の神。

シャーマンカーン
声 - 永井一郎
スーパーゼウスを補佐する全情の神。天聖界誕生以前（いわゆる源層紀）より聖神ナディアに仕えており、スーパーゼウスを育てるように預けられた。天聖界一の賢者であり、数々の古文書の解読や執筆などを行っている。
スーパーゼウスとは喧嘩をすることもあるが、お互いに硬い絆で結ばれている。なお、竹村よしひこの漫画版などでは、スーパーゼウスのボケに対するツッコミ役であることが多い。着用しているベストには「心」「情」と書かれている。
手に持つものは大聖旗（ビッグセントフラッグ）。戦いを嫌い武器を所持していないが、大聖旗で戦ったりもする。
悪魔が近づくと頭の魔無予知シグナルが反応し、悪魔がいることを知らせる。
原作シールでは第2弾ヘッドシールとして登場。
聖フェニックス → 聖フェニックス（聖戦衣化） → ヘッドロココ → アンドロココ
声 - 高戸靖広
スーパーゼウスにより次界創造を命ぜられた聖神子で天使ヘッド。丁寧語を使った敬語でしゃべる。一人称は「私」。争いを好まない穏やかな性格で、特に聖フェニックスの頃はその傾向が強く、ヤマト王子たちが戦うのをとめることもあった。後に聖戦衣化し戦闘能力を身につけ、リーダーとして強い責任感と統率力を持つようになった。また天聖界を旅立ち、無縁ゾーンにて聖神ナディアの聖神パシーを受けヘッドロココとなった。だが、ヤマト神帝にパワーを与えヘッド化した後、次界到達を目前にして消滅してしまう。後に次界の智道（ウィズダムベルト）でパワーアップした5神帝のスピルーツと愛然かぐやにより、アンドロココとして復活を果たした。
宿敵であるサタンマリア（ワンダーマリア）とは、幾度の戦いを重ねる内に愛し合うようになる。
髪の色は黒だが、ヘッドロココ時は赤色、アンドロココ時はピンク色に変わる。
なお、シール原作では主人公的立場である。第4弾、第9弾、第16弾のヘッドシールとして登場。
ヘラクライスト
声 - 銀河万丈
巨大な身体を持つ聖ボット。12天使のパワーを注ぎ込まれ完成したが欠陥があったことが判明し（単に理力をインプットしただけでは駄目で、12天使が力と心を一つに合わせて注ぎこむ必要があった）、悪魔の襲撃に苦戦しつつも再度12天使たちの理力を注ぎ込むことでようやく真の聖ボットとして出撃した。
悪魔の超ヘッド、ブラックゼウスを「表へ出ろ!」と繰り返して挑発し、天界山脈で死闘を繰り広げ勝利した。その後、天使たちを天聖門へ向かわせるために天聖門に通じる道の途中にあるバリアーを取り除こうとして力尽きてしまった。
モチーフはヘラクレスオオカブトと、イエス・キリストの英語読み「ジーザス・クライスト」。
原作シールでは第7弾ヘッドシールとして登場。
十字架天使 → クロスエンジェル → アローエンジェル → ストライク天使（エンジェル）
声 - 金丸日向子
ヤマト王子を一途に想う天使。一人称は「私」。この世の悪魔を「よい子ちゃん」にするために旅をしていたが、悪魔・鬼ガシ魔に襲われていたところをヤマト王子に助けられ、半ば強引にヤマト王子についていくことで供に次界への旅に出ることになった。語尾に「〜（です）の」と付けるのが口癖で、ヤマト王子をはじめ他の天使やお守りに対しては「〜さん」、スーパーゼウス、シャーマンカーン、ヘッドロココに対しては「〜さま」と付けて呼ぶ。年齢不詳で、劇場版『第一次聖魔大戦』（スーパーゼウスの若い頃）の時代にはアイドルとして活躍しており、スーパーゼウスをはじめファンが大勢いた。また、女性としては初の天聖勲章受章者でもある。シール原作では第1弾の天使シールとして登場。
手にした弓矢で悪魔を射ると、相手は「よい子ちゃん」となり改心する。
それ以外は力の弱いみそっかすな天使だったが、六聖球でパワーアップしたサタンマリアとの戦いにおいてクロスエンジェルへとパワーアップ。その後、次界道の扉を開けるためにアローエンジェルに、ヤマト爆神が魔魂プタゴラトン一味に捕らえられた時はストライク天使にパワーアップを遂げ、要所要所で重要な役割を果たした。なお、原作シールでは聖魔最終決戦時にはクロススター、31弾完結編ではグランド十字架（グランドクロス）へとパワーアップし、三すくみ（天使・お守り・悪魔）シール最多の6回登場を成し遂げている。
悪魔もかばう心優しい性格で、ヤマト王子たちが止めを刺すのを止めることもしばしば。同時に泣き虫かつワガママな性格で周りを困らせることもあったが、パワーアップしていくうちに曲がったことは許せない強い正義感を持つようになった（それでも、多少ワガママな所はある）。
髪の色は明るめの茶色だったが、クロスエンジェルになると緑色の髪となり、アローエンジェルでは青色の髪、ストライク天使では紫色の髪となった。
ヤマト王子への強い思いの反面、かなりのヤキモチ妬きである。常にヤマト王子と一緒にいたいと思い、時にヤマト王子を困らせることもあったが、最終決戦に赴くヤマト爆神の背中を押すなど、旅を続けるにつれ成長したようである（結果として彼女にとってはつらい選択となる）。ヤマト爆神を最終決戦に送りだした結果、最終回はストライク天使にとっても悲劇的結末だったが、のちのOVAでは聖魔和合実現によってストライク天使とヤマト爆神も笑顔で再会する描写がある。
ヴィーナス白雪
声- 富沢美智恵
スーパーゼウスの秘書兼ガールフレンド天使。明るい性格と気の利いたコメントで天聖界（司令部）をいつも和ませている。困ったことがあると「ヴィーナス白雪、困っちゃう〜」とブリッコ口調で訴えてくる。モチーフは、ローマ神話の愛と美の女神『ヴィーナス』と、童話『白雪姫』。
原作シールでは第1弾天使シールとして登場。
神光子
声 - 山野さと子
天聖界に残った照光子の双子の兄。弟に代わり、一時的にヘッドロココたちの旅に同行した。
活躍はあまりないが、最終回とOVA『ロココ&マリア 奇跡（ミラクル）』にも登場している。
原作シールでは第12弾の天使シールとして登場。
ニャンニャンチアガールズ
若神子たちがピンチに陥るとどこからともなくやってきて応援を始めるお守りたち。かめ助、珍カーベル、助士すいさい、芸助、鐘助の5人で結成されている。
助伝
声 - 小林通孝
自慢の快速で重大かつさまざまな情報を「てーへんだてーへんだー!」の掛け声とともに天聖界中に伝える神出鬼没なお守り。
原作シールでは第8弾のお守りシールとして登場。
助剣（じょけん）
映画『第一次聖魔大戦』に登場。土偶のような姿をした、ヤマト王子のお守り。ヤマオロチ襲撃時にヤマト王子たちと戦うも、ヤマオロチの放った蝋に固められてしまう。

### 次界アーチ天使と5人の天使
天聖門を開くために必要な12人の天使たち。内7名は若神子とあわさってパワーアップした。若神子をパワーアップさせた7名は、次界アーチ天使と呼ばれる。なお、明星クィーンを除く6名のアーチ天使は、神帝の盾から抜け出し幻神として再登場する。
如面菩薩 → 如面幻神
声 - 荘真由美

クリスタル天子 → クリスタル幻神
声 - 松岡洋子

ポンプ大帝 → ポンプ幻神
声 - 伊倉一恵

レスQ天女 → レスQ幻神
声 - 川村万梨阿

オアシス天如 → オアシス幻神
声 - 山田栄子（29話） → 山野さと子（65話）

オーロラ王神 → オーロラ幻神
声 - 江森浩子

明星クィーン
声 - 向殿あさみ

ダム神
声- 阪脩

聖母マンマ
声 - 向井真理子

一見尚神
声 - 西村知道

昇皇王
声 - 永井一郎

水墨法師
声 - 龍田直樹

### 天魔界
スーパーデビル
声 - 青野武
天魔界の悪魔ヘッド。

サタンマリア → サタンマリア（六聖球パワーアップ）→ ワンダーマリア
声 - 江森浩子
何度もヘッドロココたちと戦う悪魔ヘッド。初期ではスーパーデビルの部下的存在だったが、6人の老天使から強奪した豊、光、動、夢、遊、霊の六聖球のパワーアップにより立場が対等になる。また、故郷の悪球エリアにて魔狂期に入ったノアフォームによってワンダーマリアへとパワーアップする。
戦いにおいては手を抜かず、部下にも厳しい容赦の無い性格で、アリババ神帝や次動ネブラの王女であるヘラを魔洗礼で悪魔ヘッドに変えて手駒にする。だが、戦いの中でヘッドロココと惹かれあうようになり、最後にはアンドロココと聖魔和合する。
原作シールでは第5弾、第11弾ヘッドシールとして登場。
始祖ジュラ
声 - 徳丸完 → 戸谷公次（新ビックリマン26話）
大昔、表層界（天聖界と天魔界ができる前の世界）をシャーマンカーンとともに治めていた悪魔ヘッド。しかし、自らが天使・悪魔・お守りの支配者になりたいという野心を抱き、悪魔を率い表層界を分裂させる。その野望を果たすため、聖神ナディアが生み出した赤ん坊の一人（ブラックゼウス）を体内に取り込んだ。
ヤマト王子たちは過去の世界で若きスーパーゼウスと始祖ジュラの戦いを目撃しているが、次回作『新ビックリマン』26話でも主人公のピア・マルコ一行が過去の世界でスーパーゼウスと始祖ジュラの戦いを目撃するエピソードがある。
第一次聖魔大戦でスーパーゼウスに敗れて以来、逆さピラミッドに封じられていた。後に復活してヤマト王子たちを苦しめたが、クロスエンジェルの黄金クロス砲から発射した復活6天使の聖卵を体に打ち込まれ、消滅した。
原作シールでは第6弾ヘッドシールとして登場。
ブラックゼウス
声 - 大竹宏
超聖神と聖神ナディアの間に生まれた「影の次神子」。スーパーゼウスとは双子の兄弟に当たる。しかし、長い間始祖ジュラの体内に取り込まれていた影響で完全に悪に染まる。始祖ジュラが倒された後、その体内から復活し悪魔の超ヘッドとして天聖界を荒らしまくった。最終的に天使軍が完成させた聖ボット・ヘラクライストと戦い敗れるが、その際に後の復活を匂わせるセリフを残している。
原作シールでは始祖ジュラ同様第6弾ヘッドシールとして登場。
魔肖ネロ → ネロ魔身 → デカネロン
声 - 屋良有作
天魔界が幻・暗・重・底・邪・迷の6魔極のエネルギーを注入してつくりだした史上最強の魔偶王。どんな攻撃も効かず、さらに攻撃されたエネルギーを逆に吸い取って自らの力の源に変えることができる。破壊光線「魔性般若パワー」で天聖界を破壊しつくし、一時は天使軍を恐怖のどん底に陥れた。だが、自らの強大な力を過信しスーパーゼウスの罠にはまってしまう。その際にネロ魔身に戻ってしまい自滅した。後に次動ネブラ決戦においてデカネロンとして復活したが、以前ほどの活躍はできなかった。名の由来はローマ帝国第五代皇帝、暴君ネロより。
原作シールでは第8弾ヘッドシールとして登場。
魔胎伝ノア（ノアフォーム）
声 - 増山江威子
悪魔ヘッド。サタンマリアの母。悪魔をパワーアップさせることができる魔狂期により、魔胎伝ノアとしてサタンマリアをワンダーマリアへとパワーアップさせた。普段はノアフォームという姿だが、魔狂期時に比べて力が劣る。名の由来はマタイ伝とその話の中に出てくるノアの箱舟から。
原作シールでは第10弾ヘッドシールとして登場。
魔スターP
声 - 玄田哲章 → 沢木郁也（75話）
源層界に住んでいたゴードン神。横暴が過ぎ、聖神ナディアによって姿を変えられ氷の監獄に閉じ込められていた。だが、ワンダーマリアによって一時協力する形で解放されてからは、次界道に螺エリアを作り上げヘッドロココたちの進路を妨害をしつつ元の姿に戻るすべを探していた。しかし、野聖エルサMによって捕らえられ、聖神ナディアの下へ送られた。
最終回では再度ワンダーマリアに一時協力していたが、天蓋瀑布に巻き込まれ消息不明になった。ところが、次回作『新ビックリマン』27話で魔スタリオス（声 - 龍田直樹）へのパワーアップを果たし、ワンダーマリアの命を狙う。
原作シールでは第12弾ヘッドシールとして登場。
ダークヘラ（王女ヘラ）
声 - 鷹森淑乃
次動ネブラの魔域化を進める女悪魔ヘッド。その正体は次動ネブラの王女ヘラであったが、ワンダーマリアの魔洗礼を受けて強力な悪魔ヘッドであるダークヘラへと変貌してしまう。
かつては平和を愛する心優しい性格であったが、洗脳後は非常に残忍で攻撃的な性格となっており、自らを裏切ったデビリン族を執拗に襲った。
テレビシリーズではヤマト爆神と死闘を繰り広げたが、最後には洗脳が解けた後自我を取り戻し、自力で次動ネブラを取り戻した（シール原作では、洗脳が解けたとたん頭のバッドガードタスクが作動し、死んでしまうという結末になっている）。
原作シールでは第13弾ヘッドシールとして登場（なお、王女ヘラのデザインはアニメ版オリジナルデザインであり、原作シールは存在しない）。
魔魂プタゴラトン
声 - 戸谷公次
悪魔ヘッド。ワンダーマリアの忠実な部下である魔祭司。次動ネブラに悪魔軍の駐留地として魔幻型（まげんモデル）を作り上げた。また、魔魂を注入することでヤマト爆神を悪魔化しようと企む。
原作シールでは第14弾ヘッドシールとして登場。
魔統ゴモランジェロ
声 - 幹本雄之
次界第二エリア「智道」（ウィズダムベルト）を治める悪魔ヘッド。部下とともにヤマト爆神抜きの5神帝隊と対峙する。
原作シールでは第15弾ヘッドシールとして登場。
ダビデブ
声 - 郷里大輔
スーパーデビルの腹心。スーパーデビルの命を受けて、次界・聖フラダイスの裏側に、新たな悪魔帝国・逆エンパイヤーを建造しようとしていた。語尾に「〜ごわす」と付けた薩摩弁訛りの喋り方をする。
原作シールでは第16弾ヘッドシールとして登場。
魔君ポセイドス
声 - 掛川裕彦
ダビデブに従う悪魔ヘッド。逆エンパイアーに近づくアンドロココを迎え撃つが、天蓋瀑布に飲み込まれ消息を絶つ。語尾に「〜どす」と付ける喋り方をする。
最終回で消息不明になっていたが、次回作『新ビックリマン』27話において、フュジョンキッドス（声 - 佐藤正治）へのパワーアップを果たし、ワンダーマリアの命を狙う。
原作シールでは第17弾ヘッドシールとして登場。フュジョンキッドスは同じ17弾天使ヘッドの聖常キッソスを吸収合体してパワーアップした悪魔ヘッドだが、アニメには聖常キッソスが登場しないため、アニメのフュジョンキッドスはポセイドスが単体でパワーアップした設定に変更された。
鬼ガシ魔
声 - 郷里大輔
アニメで最初に登場した悪魔。十字架天使にちょっかいを出して、ヤマト王子と天子男ジャックに倒された。
原作シールでは第1弾悪魔シールとして登場した。通し番号1番の悪魔。
騒音騒乱悪魔応援団
ニャンニャンチアガールズと同様、悪魔がピンチになると突如現れる応援団。TON魔、邪魔キング、どらQ魔、9魔兵、魔重低音の5人で構成されている。

### 源層界
聖神ナディア
声 - 阿部道子、大竹宏
表層界を創造し、双子の救世主・スーパーゼウスとブラックゼウスを生み出した聖神。
表層界を分断し天聖界と天魔界を作った張本人。また次界にて天蓋瀑布を起こした。
原作シールでは第14弾ヘッドシールとして登場。
野聖エルサM
声 - 片石千春
聖神ナディアによる聖核伝命を受け、魔スターPの作った螺エリアへやってきたヘブン神。
魔スターPを捕らえるために、次界を目指すヘッドロココたちと共闘する。魔スターPとは「永遠のライバル」といわれている。
原作シールでは魔スターPとともに第12弾ヘッドシールとして登場。

### 天地球
愛然かぐや
声 - 冨永みーな
天地球（お守りの世界）のヘッド。聖神ナディアの使いをすることも。ヘッドロココ復活・アンドロココ誕生に大きな役割を果たす。
原作シールでは第15弾お守りヘッドシールとして登場。
古聖長へブダヤ
声 - 宮内幸平
愛然かぐやの部下。神帝たちのパワーアップに力を貸した。
原作シールでは第16弾お守りヘッドシールとして登場。
黎元老守
声 - 高木均
天地球の長老的存在。結構な年寄りでお守りらしく弱腰な態度をとる。
原作シールでは第15弾お守りヘッドシールとして登場。
助士すいさい → 聖明天流
声 - 鈴木砂織（テレビ版）、松谷真実（劇場版）
天地球のお守り。映画『無縁ソーンの秘宝』の主要人物。自分のピンチを救ってくれたヘッドロココたちが怪我を負ったために、天地球へ連れ込んだ。その罪でお守りたちの仲で孤立してしまい、思い悩む。最後はお守りたちと手をとりあって天地球の危機を救い、罪を償うためとして愛然かぐやの力で天使・聖明天流となった。ヤマト神帝と惹かれあったが恋愛へと進むほどではなかった。テレビ版ではニャンニャンチアガールズの一員である他、水墨法師に仕えるお守りとしても登場する。
原作シールでは第8弾お守りシール、第11弾天使シールで登場。

### その他
聖梵ミロク（セントボンミロク）
声 - 銀河万丈
魔洗礼により悪魔と化したゴーストアリババを、自身の放つ聖弾流で救った謎のヘッド。その正体は創聖巡使。
原作シールでは第12弾ヘッドシールとして登場。

## 用語解説
ヘッド
天使ヘッド・悪魔ヘッド・お守りヘッド・曼聖羅ヘッドなどとあり、その勢力を統べる者や強大な力を持った者の総称。それを表すのに天使ヘッドの場合には、リング、悪魔ヘッドの場合はヘクサゴンと呼ばれる六角形のシンボル（トライゴンと呼ばれる逆三角形のものもある）、お守りヘッドには小さなリングが三つ連結したトリオーバル、曼聖羅ヘッドにはわっかの内側にパーツのある環などが頭上に浮かんでいる。劇中では「高貴なお方」と称されることもあった。ビックリマン (シール) ではキラキラ輝くプリズムシール、ホログラムシールのことを指す。
次界（じかい）
はるか遠い地にあり平和な楽園といわれる世界。ヘッドロココ率いる神帝隊の最終目的地。未解明な部分も多いが劇中では次動ネブラや智道という地名が確認されている。
天使
天聖界に住み平和に暮らす者たち。原作のシールではきれいな銀色（一部は金色）のシールになっている。
悪魔
天魔界に住む悪行を好む者たち。原作のシールでは地味なデザインのシールになっている。
お守り
悪魔に対抗する天使に協力する者たち。原作のシールでは生地が透明のシールになっている。
理力（りりょく）
天使やお守り（お守りの場合は守理力と呼ばれる）が持つ力で光のエネルギーからなる。天使たちが空を飛んだりする（飛べない者もいるが）のもこの理力が働いているからである。
六聖球（ろくせいきゅう）
かつて第一次聖魔大戦で活躍した老天使たちが持つ、それぞれの故郷に携わるパワーを持つ球。常緑神の「豊」、宝玉神の「光」、くさび打王の「動」、桃源如来の「夢」、聖岩固の「遊」、超法師の「霊」の六つである。それぞれの老天使たちが管理をしていたがサタンマリアの罠にはまり強奪されてしまう。それにより徐々にそれぞれの故郷に影響が出始めている。
若神子（わかじんし）
小さい頃から秀でた力を持った優秀な八人の子供たち。スーパーゼウスにより聖フェニックスとともに次界へ旅立つよう宿命付けられた。
神帝（じんてい）
若神子たちがパワーアップした姿。口にマスクが装着され、それぞれのアーチ天使を宿した盾とアーチ天使の能力が込められた剣を授けられた。また浮遊理力を持たなかったものも飛べるようになり、不毛な無縁ゾーンをなんとか移動して行った。
表層界（ひょうそうかい）
かつて天使、悪魔、お守りが仲良く暮らしていた世界。悪魔ヘッドの始祖ジュラが悪魔たちとともに反乱を起こし、第一次聖魔大戦を引き起こしたことから聖神ナディアの怒りに触れ、表層界が分断されてしまい、天聖界と天魔界となった。その際に、多くのお守りたちが無縁ゾーンに落とされてしまった。
天聖界（てんせいかい）
天使たちが仲良く平和に暮らす安穏とした世界。しかし天魔界の悪魔の侵攻により荒らされてしまう。
天魔界（てんまかい）
悪魔たちが住む暗くおどろおどろしい世界。スーパーデビルのブラック戒律によって治められている。
聖ボット（せいボット）
強大な悪魔を打ち倒す聖なるロボット。天安京（てんあんきょう）の12天使により製作された（アニメではヘラクライストしか登場しないが、シール原作ではレインボー神帝となった聖Iアリババが身体の一部を聖ボット化して参戦、天聖界からの聖ボット軍団が天使軍の援軍に駆けつける、など多数登場している）。
天聖門（てんせいもん）
次界への道に続くといわれている巨大な門。過去に幾多の若き天使たちが次界を目指しそして命を落としていった。オアシス天如、オーロラ王神、如面菩薩、明星クィーン、ダム神、レスQ天女、ポンプ大帝、クリスタル天子、聖母マンマ、一見尚神、昇皇王、水墨法師の12天使が守護している。このうちの7名の若者はアーチ天使と呼ばれ、若神子をパワーアップさせている。
無縁ゾーン（むえんゾーン）
天聖門の先（天聖界の外）にある広大な暗い世界。通常の浮遊理力が働かず、思うように動けない過酷な世界でもある。劇場版第二弾『無縁ゾーンの秘宝』では無縁ゾーンにお守りだけが住む世界、天地球が存在していることが判明した。
天地球（てんちきゅう）
無縁ゾーンにあるというお守りだけが暮らす世界。第一次聖魔大戦のおり表層界が分断された時の表層界のかけらが集まって誕生した世界である。天水山と天緑山を聖ロープで繋いでおり、それにより天地球の豊かさを保っている。
次界道（じかいロード）
無縁ゾーンを抜けた先に存在する次界門の中に続いている長い道。多種多様な環境（砂漠であったり飛行できない場所であったり）が存在し、そこにはかつて次界を目指していた天使やお守りなどが暮らしている。次界道の最終地点を次界口という。
螺エリア（らエリア）
次界を目指す神帝隊を倒すために魔スターPとその部下が作り上げた、道が螺旋状になっている世界。魔スターPが敗れたことにより崩壊した。
六魔穴（ろくまけつ）
ワンダーマリアが立案した、「神帝たちを故郷に戻し、油断した所を討つ」という計画の基に作られた神社のような空間。ワンダーマリアが持つ六聖球ソードの力でそれぞれの神帝たちの故郷と通じており、聖動源、聖豊源、聖霊源、聖遊源、聖光源、聖夢源と繋がっている。
次動ネブラ（じどうネブラ）
王女ヘラが治める次界の第一エリア。しかし神帝隊が到着した頃すでに悪魔軍に占領されていた。次界に住むもの全員が楽しめる迷路が作られていたが、悪魔の手により邪悪な迷宮へと変貌を遂げた。
魔幻型（まげんモデル）
悪魔ヘッド・魔魂プタゴラトンが次動ネブラに造り上げた悪魔軍最大の要塞。後述の魔覇ドラゴットを活力源としている。
魔覇ドラゴット（まはドラゴット）
ダークヘラの持つ造魔棒（ぞうまスティック）が巨大化し真の姿を現した形態。ヘラの下を離れた後、魔幻型の頂上に配置される。そして天魔界から送られる源租球エネルギーがこもった甲殻球体を魔覇ドラゴットにはめ込み球内のデカネロン（ネロ魔身）を誕生させる役割を担った。
聖フラダイス（セントフラダイス）
スーパーゼウスが全財産を費やして次界に造り上げた新天地。アンドロココの像がそびえ立ち、たくさんの天使とお守りが移住していた。
逆エンパイアー（リバースエンパイアー）
スーパーデビルの配下、ダビデブが密かに聖フラダイスの裏側に造った悪魔たちの拠点。
天蓋瀑布（てんがいばくふ / キャナピキャタラクト）
聖神ナディアが天使と悪魔の戦いを次界にまで持ち込んだことを見兼ね、天から地に落とした大洪水。聖フラダイスと逆エンパイアーを流してしまった（アニメでは災害名のようになっているが、シール原作において天蓋瀑布とは次界の第四エリア、すなわち地名を指している）。
聖魔和合（せいまわごう）
天蓋瀑布の後、天使ヘッドのアンドロココと悪魔ヘッドのワンダーマリアが心を一つにし、天使と悪魔が和解したこと。ビックリマン世界における歴史的事業。

## スタッフ
- プロデューサー - 鍋島進二（朝日放送）、春日東（旭通信社）、亀山泰夫（旭通信社）
- 企画 - 山口康男（東映動画）
- 製作担当 - 横井三郎
- シリーズ構成 - 富田祐弘
- 連載 - 幼稚園、学習幼稚園、てれびくん
- 音楽 - 有澤孝紀
- キャラクターデザイン - 青山充
- 美術デザイン - 浦田又治
- シリーズディレクター - 貝沢幸男
- 特殊効果 - 大橋清、中島正之、山本公、朝沼清良、石橋佳久、広野覚
- 編集 - 望月徹 → 片桐公一
- 録音 - 池上信照
- 音響効果 - 伊藤道廣
- 選曲 - 佐藤恭野
- 記録 - 原芳子
- 企画補佐 - 東伊里弥
- 現像 - 東映化学
- アニメーション制作 - 東映動画
- 制作 - 朝日放送、旭通信社、東映

## 主題歌
オープニングテーマ - 「ドリーミング・A・Go-Go」
歌 - 小橋二郎 / 作詞 - 吉元由美 / 作曲 - タケカワユキヒデ / 編曲 - KAZZ TOYAMA
エンディングテーマ - 「スーパーウォーズ」
歌 - 織田純一郎、Ammy / 作詞 - 吉元由美 / 作曲 - タケカワユキヒデ / 編曲 - KAZZ TOYAMA
エンディングテーマ - 「Believe（ビリーブ）」（OVA）
作詞 - 森由里子 / 作曲 - タケカワユキヒデ / 編曲 - KAZZ TOYAMA / 歌 - 織田純一郎 & KUKO (waffie)
エンディングテーマ - 「天地球 永遠に」（劇場映画第2弾）
歌 - 松谷真実 / 作詞 - 反後四郎 / 作曲・編曲 - 有澤孝紀
エンディングテーマ - 「夢に架ける虹」（第36話挿入歌、TVSP）
歌 - 小橋二郎 / 作詞 - 吉元由美 / 作曲 - タケカワユキヒデ / 編曲 - KAZZ TOYAMA
挿入歌
「スーパーゼウスのテーマ」（第36話）
歌 - J.M.F / 作詞 - 谷穂ちろる / 作曲 - タケカワユキヒデ / 編曲 - KAZZ TOYAMA
「ディン ドン ディン」（第41話）
歌 - 金丸日向子 / 作詞・作曲 - タケカワユキヒデ / 編曲 - KAZZ TOYAMA
「ビックリマン音頭」（第35話、第36話、第37話）
歌 - 鈴木富子、金丸日向子 / 作詞 - 富田祐弘 / 作曲 - タケカワユキヒデ / 編曲 - KAZZ TOYAMA
「GOING WONDER MARIA」（第75話）
歌 - Ammy / 作詞 - 今村未仁 / 作曲・編曲 - 有澤孝紀
「愛の天地球」（映画挿入歌）
歌 - 松谷真実 / 作詞 - 富田祐弘 / 作曲・編曲 - 有澤孝紀

## 各話リスト
若神子集結す！（舞台：天聖界）
| 話数                                            | 放送日          | サブタイトル               | 脚本     | 演出     | 作画監督   | 美術     |
| ----------------------------------------------- | --------------- | -------------------------- | -------- | -------- | ---------- | -------- |
| 第1話                                           | 1987年 10月11日 | 天聖界があぶないぞ         | 富田祐弘 | 貝沢幸男 | 青山充     | 浦田又治 |
| 第2話                                           | 10月18日        | 続・天聖界があぶないぞ     | 富田祐弘 | 貝沢幸男 | 青山充     | 浦田又治 |
| 第3話                                           | 10月25日        | 天使の里に火炎魔動が!      | 富田祐弘 | 新田義方 | 小曽根孝夫 | 襟立智子 |
| 第4話                                           | 11月1日         | 続・天使の里に火炎魔動が!  | 富田祐弘 | 新田義方 | 小曽根孝夫 | 襟立智子 |
| 第5話                                           | 11月8日         | 桜吹雪の花咲か仙人         | 富田祐弘 | 角銅博之 | 三谷節子   | 浦田又治 |
| 第6話                                           | 11月15日        | 続・桜吹雪の花咲か仙人     | 富田祐弘 | 角銅博之 | 三谷節子   | 浦田又治 |
| 第7話                                           | 11月22日        | オアシスの騎神アリババ     | 柳川茂   | 貝沢幸男 | 青山充     | 襟立智子 |
| 第8話                                           | 11月29日        | 続・オアシスの騎神アリババ | 柳川茂   | 貝沢幸男 | 青山充     | 襟立智子 |
| 第9話                                           | 12月6日         | 五条大橋の牛若天子         | 富田祐弘 | 矢部秋則 | 小曽根孝夫 | 浦田又治 |
| 第10話                                          | 12月13日        | 続・五条大橋の牛若天子     | 富田祐弘 | 矢部秋則 | 小曽根孝夫 | 浦田又治 |
| 第11話                                          | 12月20日        | 夢幻ゾーンの若神子         | 富田祐弘 | 角銅博之 | 三谷節子   | 襟立智子 |
| 第12話                                          | 12月27日        | 続・夢幻ゾーンの若神子     | 富田祐弘 | 角銅博之 | 三谷節子   | 襟立智子 |
| ※ここまで15分1話完結方式。以降30分1話完結方式。 |                 |                            |          |          |            |          |

その他
| 話数   | 放送日         | サブタイトル     | 脚本     | 演出     | 作画監督 | 美術     |
| ------ | -------------- | ---------------- | -------- | -------- | -------- | -------- |
| 第13話 | 1988年 1月10日 | 悪魔の毒リンゴ   | 柳川茂   | 佐藤順一 | 二宮常雄 | 浦田又治 |
| 第14話 | 1月17日        | 下心テクター事件 | 柳川茂   | 貝沢幸男 | 安藤正浩 | 襟立智子 |
| 第15話 | 1月24日        | 天魔界からの逆襲 | 益子幸代 | 岡佳広   | 青山充   | 有川知子 |

六聖球強奪と聖戦衣化（舞台：天聖界）
| 話数   | 放送日         | サブタイトル     | 脚本     | 演出     | 作画監督   | 美術     |
| ------ | -------------- | ---------------- | -------- | -------- | ---------- | -------- |
| 第16話 | 1988年 1月31日 | 六聖球が奪われた | 富田祐弘 | 矢部秋則 | 小曽根孝夫 | 襟立智子 |
| 第17話 | 2月7日         | 次界へのひとり旅 | 益子幸代 | 角銅博之 | 小川博司   | 吉池隆司 |

始祖ジュラ復活、6聖卵爆撃（舞台：天聖界）
| 話数   | 放送日         | サブタイトル     | 脚本     | 演出     | 作画監督   | 美術     |
| ------ | -------------- | ---------------- | -------- | -------- | ---------- | -------- |
| 第18話 | 1988年 2月14日 | 始祖ジュラ復活!  | 柳川茂   | 佐藤順一 | 小和田良博 | 襟立智子 |
| 第19話 | 2月21日        | 新たなる復活天使 | 富田祐弘 | 貝沢幸男 | 三谷節子   | 行信三   |
| 第20話 | 2月28日        | 始祖ジュラの反撃 | 柳川茂   | 岡佳広   | 二宮常雄   | 襟立智子 |
| 第21話 | 3月6日         | 決死の六聖卵爆撃 | 柳川茂   | 佐藤順一 | 安藤正浩   | 千田国広 |

その他
| 話数   | 放送日         | サブタイトル     | 脚本     | 演出     | 作画監督   | 美術     |
| ------ | -------------- | ---------------- | -------- | -------- | ---------- | -------- |
| 第22話 | 1988年 3月13日 | 水晶の里の照光子 | 益子幸代 | 矢部秋則 | 小曽根孝夫 | 井出智子 |

完成 聖ボット・ヘラクライスト（舞台：天聖界・天安京）
| 話数   | 放送日         | サブタイトル     | 脚本     | 演出     | 作画監督   | 美術       |
| ------ | -------------- | ---------------- | -------- | -------- | ---------- | ---------- |
| 第23話 | 1988年 3月20日 | めざすは天安峠   | 柳川茂   | 貝沢幸男 | 伊藤郁子   | 浦田又治   |
| 第24話 | 3月27日        | 魔都の夜祭り     | 富田祐弘 | 岡佳広   | 小和田良博 | 襟立智子   |
| 第25話 | 4月3日         | 天安運河を守れ!  | 柳川茂   | 佐藤順一 | 三谷節子   | 上田三輪子 |
| 第26話 | 4月10日        | 聖ボットを作れ!  | 富田祐弘 | 貝沢幸男 | 二宮常雄   | 襟立智子   |
| 第27話 | 4月17日        | 集まれ十二天使!  | 柳川茂   | 岡佳広   | 安藤正浩   | 浦田又治   |
| 第28話 | 4月24日        | 天界山脈の大決闘 | 富田祐弘 | 矢部秋則 | 小曽根孝夫 | 襟立智子   |

6魔極と天聖門（舞台：天聖界・天聖門）
| 話数   | 放送日        | サブタイトル     | 脚本         | 演出     | 作画監督   | 美術       |
| ------ | ------------- | ---------------- | ------------ | -------- | ---------- | ---------- |
| 第29話 | 1988年 5月1日 | 天聖門のなぞの謎 | 富田祐弘     | 佐藤順一 | 伊藤郁子   | 塩崎広光   |
| 第30話 | 5月8日        | 黄金の稲・伝説   | 渡辺麻実     | 貝沢幸男 | 小和田良博 | 襟立智子   |
| 第31話 | 5月15日       | 魯神フッドの恋?  | まるおけいこ | 岡佳広   | 三谷節子   | 浦田又治   |
| 第32話 | 5月22日       | 井戸の中の友情   | 柳川茂       | 佐藤順一 | 二宮常雄   | 千田国広   |
| 第33話 | 5月29日       | 天聖門は開かない | 柳川茂       | 貝沢幸男 | 安藤正浩   | 襟立智子   |
| 第34話 | 6月5日        | 魔肖ネロの誕生   | 富田祐弘     | 矢部秋則 | 小曽根孝夫 | 行信三     |
| 第35話 | 6月12日       | 天聖門を開けろ!  | 富田祐弘     | 岡佳広   | 伊藤郁子   | 松尾みちよ |
| 第36話 | 6月19日       | さようなら天聖界 | 富田祐弘     | 角銅博之 | 小和田良博 | 千田国広   |

ヘッドロココ誕生！（舞台：無縁ゾーン）
| 話数   | 放送日         | サブタイトル     | 脚本         | 演出     | 作画監督   | 美術     |
| ------ | -------------- | ---------------- | ------------ | -------- | ---------- | -------- |
| 第37話 | 1988年 6月26日 | はるかな次界へ   | 柳川茂       | 貝沢幸男 | 三谷節子   | 襟立智子 |
| 第38話 | 7月3日         | 脱出!魔性空間    | まるおけいこ | 遠藤勇二 | 二宮常雄   | 千田国広 |
| 第39話 | 7月10日        | 輝けヘッドロココ | 渡辺麻実     | 角銅博之 | 安藤正浩   | 襟立智子 |
| 第40話 | 7月17日        | 魔穴に消えた神帝 | 柳川茂       | 矢部秋則 | 小曽根孝夫 | 千田国広 |

その他
| 話数   | 放送日         | サブタイトル     | 脚本         | 演出     | 作画監督 | 美術     |
| ------ | -------------- | ---------------- | ------------ | -------- | -------- | -------- |
| 第41話 | 1988年 7月24日 | シールロード特急 | 柳川茂       | 岡佳広   | 伊藤郁子 | 襟立智子 |
| 第42話 | 7月31日        | 全員集合!七助    | まるおけいこ | 貝沢幸男 | 三谷節子 | 谷口淳一 |

ワンダーマリアとゴーストアリババ（舞台：悪球エリア〜次界道入口）
| 話数   | 放送日        | サブタイトル     | 脚本         | 演出     | 作画監督 | 美術       |
| ------ | ------------- | ---------------- | ------------ | -------- | -------- | ---------- |
| 第43話 | 1988年 8月7日 | 悪球エリアの母   | 渡辺麻実     | 遠藤勇二 | 高橋英吉 | 松尾みちよ |
| 第44話 | 8月14日       | 次界道の大門魔   | まるおけいこ | 角銅博之 | 二宮常雄 | 吉池隆司   |
| 第45話 | 8月21日       | ナゾの超ヘッド!! | 柳川茂       | 岡佳広   | 安藤正浩 | 襟立智子   |

その他
| 話数   | 放送日         | サブタイトル     | 脚本     | 演出     | 作画監督   | 美術     |
| ------ | -------------- | ---------------- | -------- | -------- | ---------- | -------- |
| 第46話 | 1988年 8月28日 | よみがえった神帝 | 渡辺麻実 | 矢部秋則 | 小曽根孝夫 | 浦田又治 |
| 第47話 | 9月4日         | 出現!愛然かぐや  | 富田祐弘 | 貝沢幸男 | 小和田良博 | 井出智子 |

激戦！螺エリア!!（舞台：螺エリア）
| 話数   | 放送日         | サブタイトル     | 脚本         | 演出     | 作画監督 | 美術       |
| ------ | -------------- | ---------------- | ------------ | -------- | -------- | ---------- |
| 第48話 | 1988年 9月11日 | 源層界からの使者 | 柳川茂       | 遠藤勇二 | 伊藤郁子 | 堀越幸江   |
| 第49話 | 9月18日        | 孤独の美形天使   | まるおけいこ | 角銅博之 | 三谷節子 | 襟立智子   |
| 第50話 | 9月25日        | 魔スターPを消せ  | 渡辺麻実     | 岡佳広   | 高橋英吉 | 浦田又治   |
| 第51話 | 10月2日        | 螺エリア消滅の時 | 富田祐弘     | 佐藤順一 | 二宮常雄 | 松尾みちよ |

※特別番組「きらきら特別増刊号」
1988年10月5日の19:00 ‐ 20:00に放送された、総集編と新作をまとめたテレビスペシャル。
| サブタイトル       | 脚本     | 監督     | 作画監督 | 美術監督 |
| ------------------ | -------- | -------- | -------- | -------- |
| きらきら特別増刊号 | 富田祐弘 | 角銅博之 | 青山充   | 浦田又治 |

その他
| 話数   | 放送日         | サブタイトル     | 脚本     | 演出     | 作画監督   | 美術     |
| ------ | -------------- | ---------------- | -------- | -------- | ---------- | -------- |
| 第52話 | 1988年 10月9日 | 天使になりたい!  | 柳川茂   | 貝沢幸男 | 安藤正浩   | 佐藤美幸 |
| 第53話 | 10月16日       | 小さな戦士の夢   | 渡辺麻実 | 矢部秋則 | 小曽根孝夫 | 襟立智子 |
| 第54話 | 10月23日       | 涙の聖域天使     | 富田祐弘 | 遠藤勇二 | 小和田良博 | 浦田又治 |
| 第55話 | 10月30日       | 観音天使の三角帯 | 富田祐弘 | 角銅博之 | 青山充     | 井出智子 |
| 第56話 | 11月13日       | 次界口への近道   | 柳川茂   | 岡佳広   | 三谷節子   | 行信三   |

六魔穴の罠（舞台：六魔穴）
| 話数   | 放送日          | サブタイトル     | 脚本         | 演出     | 作画監督   | 美術       |
| ------ | --------------- | ---------------- | ------------ | -------- | ---------- | ---------- |
| 第57話 | 1988年 11月20日 | ワナがある次界口 | 柳川茂       | 佐藤順一 | 高橋英吉   | 襟立智子   |
| 第58話 | 11月27日        | もどって来た神帝 | まるおけいこ | 貝沢幸男 | 二宮常雄   | 浦田又治   |
| 第59話 | 12月4日         | 試練のふるさと   | 渡辺麻実     | 矢部秋則 | 小曽根孝夫 | 千田国広   |
| 第60話 | 12月11日        | 聖遊源に悪魔が!  | 柳川茂       | 遠藤勇二 | 安藤正浩   | 松尾みちよ |
| 第61話 | 12月18日        | 聖光源が危ない!  | 渡辺麻実     | 角銅博之 | 小和田良博 | 吉池隆司   |
| 第62話 | 12月25日        | 六魔穴が消える日 | 富田祐弘     | 岡佳広   | 青山充     | 襟立智子   |

ロココ消失！爆神誕生!!（舞台：次界口）
テレビシリーズの一篇に属するが、通常とは別時間の木曜19:00 - 19:54に、『ハーイあっこです』（朝日放送製作）との2本立てで『年末アニメ大会』名義で放送。
| 話数   | 放送日          | サブタイトル    | 脚本     | 演出     | 作画監督 | 美術     |
| ------ | --------------- | --------------- | -------- | -------- | -------- | -------- |
| 第63話 | 1988年 12月28日 | ヤマト爆神!誕生 | 富田祐弘 | 佐藤順一 | 三谷節子 | 谷口淳一 |

次動ネブラの決戦（舞台：次動ネブラ）
| 話数   | 放送日         | サブタイトル     | 脚本         | 演出     | 作画監督   | 美術       |
| ------ | -------------- | ---------------- | ------------ | -------- | ---------- | ---------- |
| 第64話 | 1989年 1月15日 | 次動ネブラ上陸!! | 柳川茂       | 有間二郎 | 高橋英吉   | 井出智子   |
| 第65話 | 1月22日        | デビリン族の逆襲 | まるおけいこ | 貝沢幸男 | 二宮常雄   | 千田国広   |
| 第66話 | 1月29日        | ダークヘラの神殿 | 渡辺麻実     | 矢部秋則 | 小曽根孝夫 | 襟立智子   |
| 第67話 | 2月5日         | 王様になった爆神 | 富田祐弘     | 遠藤勇二 | 安藤正浩   | 浦田又治   |
| 第68話 | 2月12日        | 柿の木が歩いた!  | 柳川茂       | 角銅博之 | 小和田良博 | 松尾みちよ |
| 第69話 | 2月19日        | 第三のゲーム     | まるおけいこ | 岡佳広   | 青山充     | 吉池隆司   |
| 第70話 | 2月26日        | 迷宮を駆ける龍   | 渡辺麻実     | 佐藤順一 | 三谷節子   | 襟立智子   |
| 第71話 | 3月5日         | 次動ネブラの王女 | 富田祐弘     | 貝沢幸男 | 高橋英吉   | 内川文広   |
| 第72話 | 3月12日        | 悪魔にされた爆神 | 渡辺麻実     | 遠藤勇二 | 二宮常雄   | 井出智子   |
| 第73話 | 3月19日        | 涙のサヨナラ天使 | 富田祐弘     | 矢部秋則 | 小曽根孝夫 | 千田国広   |

ロココ復活！そして天蓋瀑布…（舞台：智道〜聖フラダイス）
| 話数   | 放送日         | サブタイトル     | 脚本     | 演出     | 作画監督   | 美術     |
| ------ | -------------- | ---------------- | -------- | -------- | ---------- | -------- |
| 第74話 | 1989年 3月26日 | アンドロココ復活 | 柳川茂   | 角銅博之 | 安藤正浩   | 襟立智子 |
| 第75話 | 4月2日         | 次界に輝く聖魔光 | 富田祐弘 | 岡佳広   | 小和田良博 | 内川文広 |

## 映画・ OVA
劇場版ビックリマン第一弾『第一次聖魔大戦』
1988年3月12日公開の春休み東映まんがまつり枠で封切られたビックリマンの映画第一弾。上映時間は約30分。1987年の東映正月興行が前年比20%ダウンに終わったことから、当時の東映社長で映連会長でもあった岡田茂は「映画フィーバーをつくり出すはずの中学生がさっぱり映画館に来なくなった」と嘆き、「中学生の間では家に友達同士が集まってワイワイ騒ぎながらレンタルビデオを楽しみ、音楽を聴くという遊び方が広がっているようだ」と持論を述べた。また1987年暮れには同年の総映画人口が前年より20%以上落ち込む見通しと発表し、学生割引の利用率低下から「ヤングがビデオに流れたのが大きく響いたのだろう」と分析し、「このままでは映画産業は衰退してしまう」と危惧を抱き、東映では推進していたアダルト路線（大人向けの落ち着いた雰囲気を持つ映画）に力を入れつつ、「ヤングを劇場に戻したい。ヤングの間で大人気のビックリマンの劇場版を1988年春に公開する」と決めた。ストーリー内容は、ヤマト王子、天子男ジャック、十字架天使の一行がヤマト王子の故郷である聖動源を襲撃していた悪魔・八魔オロチに立ち向かうが、その際にヤマト王子は過去の時代へとタイムスリップしてしまい、大昔に存在した表層界の時代を目撃することになるというもの。
第一次聖魔大戦を映像化した作品であり、若かりし頃のスーパーゼウスの活躍が描かれている。
| サブタイトル   | 脚本     | 演出     | 作画監督 | 美術監督 |
| -------------- | -------- | -------- | -------- | -------- |
| 第一次聖魔大戦 | 富田祐弘 | 角銅博之 | 青山充   | 浦田又治 |
劇場版ビックリマン第二弾『無縁ゾーンの秘宝』
劇場版作品第二弾。1988年7月9日東映まんがまつりにて上映された。上映時間は約45分。無縁ゾーンを旅している間に起こった出来事が描かれている。
無縁ゾーンを移動する際に手に入れた聖ビッグバードで旅する神帝隊一行。そこで悪魔に襲われるお守りを目の当たりにする。お守りを救助しようと悪魔を撃退した神帝隊一行だが、そのために天地球の大騒動に巻き込まれることになる。
お守りのヘッド、愛然かぐやと黎元老守が登場する。
| サブタイトル     | 脚本     | 演出     | 作画監督 | 美術監督 |
| ---------------- | -------- | -------- | -------- | -------- |
| 無縁ゾーンの秘宝 | 富田祐弘 | 佐藤順一 | 青山充   | 浦田又治 |
OVA『ロココ&マリア 奇跡（ロココアンドマリア ミラクル）』
原作の第24弾シール発売時に、抽選で当たった懸賞ビデオ。内容は本作品では完全には語られなかった、第18弾と第19弾のある程度の補完と最新シールの紹介となっている。全編通して約20分間。
| サブタイトル       | 脚本                | 演出              | 作画監督 | 美術監督 |
| ------------------ | ------------------- | ----------------- | -------- | -------- |
| ロココ&マリア 奇跡 | 富田祐弘 五月はじめ | 貝澤幸男 角銅博之 | 青山充   | 襟立智子 |

## 放送局
※放送日時は1989年4月終了時点（沖縄テレビについては1988年6月時点の日時、北日本放送および北陸朝日放送については本放送終了後に放映された日時）、放送系列は放送当時のものとする。
| 放送地域       | 放送局             | 放送系列                                     | 放送日時                              | 備考 |
| -------------- | ------------------ | -------------------------------------------- | ------------------------------------- | --- |
| 近畿広域圏     | 朝日放送           | テレビ朝日系列                               | 日曜 8:45 - 9:00 →日曜 8:30 - 9:00    | 制作局 現：朝日放送テレビ。 |
| 北海道         | 北海道テレビ       | テレビ朝日系列                               | 日曜 8:45 - 9:00 →日曜 8:30 - 9:00    | |
| 青森県         | 青森放送           | 日本テレビ系列 テレビ朝日系列                | 日曜 8:45 - 9:00 →日曜 8:30 - 9:00    | |
| 宮城県         | 東日本放送         | テレビ朝日系列                               | 日曜 8:45 - 9:00 →日曜 8:30 - 9:00    | |
| 福島県         | 福島放送           | テレビ朝日系列                               | 日曜 8:45 - 9:00 →日曜 8:30 - 9:00    | |
| 関東広域圏     | テレビ朝日         | テレビ朝日系列                               | 日曜 8:45 - 9:00 →日曜 8:30 - 9:00    | |
| 新潟県         | 新潟テレビ21       | テレビ朝日系列                               | 日曜 8:45 - 9:00 →日曜 8:30 - 9:00    | |
| 長野県         | テレビ信州         | 日本テレビ系列 テレビ朝日系列                | 日曜 8:45 - 9:00 →日曜 8:30 - 9:00    | |
| 静岡県         | 静岡けんみんテレビ | テレビ朝日系列                               | 日曜 8:45 - 9:00 →日曜 8:30 - 9:00    | 現：静岡朝日テレビ。 |
| 中京広域圏     | 名古屋テレビ       | テレビ朝日系列                               | 日曜 8:45 - 9:00 →日曜 8:30 - 9:00    | |
| 鳥取県・島根県 | 日本海テレビ       | 日本テレビ系列                               | 日曜 8:45 - 9:00 →日曜 8:30 - 9:00    | |
| 広島県         | 広島ホームテレビ   | テレビ朝日系列                               | 日曜 8:45 - 9:00 →日曜 8:30 - 9:00    | |
| 山口県         | 山口放送           | 日本テレビ系列 テレビ朝日系列                | 日曜 8:45 - 9:00 →日曜 8:30 - 9:00    | |
| 香川県・岡山県 | 瀬戸内海放送       | テレビ朝日系列                               | 日曜 8:45 - 9:00 →日曜 8:30 - 9:00    | |
| 福岡県         | 九州朝日放送       | テレビ朝日系列                               | 日曜 8:45 - 9:00 →日曜 8:30 - 9:00    | |
| 鹿児島県       | 鹿児島放送         | テレビ朝日系列                               | 日曜 8:45 - 9:00 →日曜 8:30 - 9:00    | |
| 岩手県         | テレビ岩手         | 日本テレビ系列                               | 土曜 6:15 - 6:45                      | |
| 秋田県         | 秋田テレビ         | フジテレビ系列                               | 木曜 17:30 - 18:00                    | |
| 山形県         | 山形テレビ         | フジテレビ系列                               | 火曜 16:30 - 17:00                    | |
| 山梨県         | テレビ山梨         | TBS系列                                      | 木曜 16:25 - 16:55                    | |
| 富山県         | 富山テレビ         | フジテレビ系列                               | 水曜 16:25 - 16:55の後半枠            | 1988年1月6日放送の第12話で打ち切り。 |
| 富山県         | 北日本放送         | 日本テレビ系列                               | 日曜 9:30 - 10:00 →月曜 17:00 - 17:30 | 本放送終了後の1989年10月1日から放送。 当初は日曜午前の放送であったが、1990年4月2日より月曜夕方に変更。 『きらきら特別増刊号』も1993年12月27日、9:30から放送。 |
| 石川県         | 北陸朝日放送       | テレビ朝日系列                               | 月曜 - 木曜 17:30 - 18:00             | 本放送終了後の1993年頃に放送（1993年3月29日まで）。 |
| 福井県         | 福井放送           | 日本テレビ系列 テレビ朝日系列                | 火曜 17:00 - 17:30                    | 1989年3月までは日本テレビ系列単独加盟局。 |
| 徳島県         | 四国放送           | 日本テレビ系列                               | 木曜 17:00 - 17:30                    | |
| 高知県         | 高知放送           | 日本テレビ系列                               | 火曜 11:00 - 11:30                    | 『新メイプルタウン物語』が未放送のため、第12話までは2本立てで放送。                                                                                           |
| 長崎県         | 長崎放送           | TBS系列                                      | 水曜 17:00 - 17:30                    | |
| 熊本県         | テレビ熊本         | フジテレビ系列 テレビ朝日系列                | 土曜 7:30 - 8:00                      | |
| 大分県         | テレビ大分         | フジテレビ系列 日本テレビ系列 テレビ朝日系列 | 金曜 17:30 - 18:00                    | |
| 宮崎県         | テレビ宮崎         | フジテレビ系列 日本テレビ系列 テレビ朝日系列 | 金曜 16:30 - 17:00                    | 宮崎東芝会の単独提供で放送。 |
| 沖縄県         | 沖縄テレビ         | フジテレビ系列                               | 水曜 16:30 - 17:00                    | 1989年4月時点では放送なし。 |

## 関連商品

### CD
- ビックリマン全曲集
- ビックリマン歌と音楽集

### DVD
- 2005年3月21日と同年8月5日にそれぞれDVD-BOXが発売。全2巻。
- 2007年2月21日 - 5月21日に単巻DVDが発売。全12巻で6巻までと、8、9、11巻は6話、7、10、最終巻は5話収録。1 - 3、4 - 6、7 - 9、10 - 12巻は同時発売された。

### ゲームソフト
- ビックリマン大事界
- ビックリマンワールド - ヘッドロココを主人公としたPCエンジンのアクションゲーム。ハドソンより発売。
- ビックリマンワールド 激闘聖戦士 - ヤマト王子ら多数のキャラクターを主人公としたファミリーコンピュータのRPG。ハドソンより発売。

### MOVIEコミックス
ビックリマン おもしろランド
- ⑤（第25話〜第28話収録） ISBN 4-253-09933-5
- ⑥（第29話〜第33話収録） ISBN 4-253-09934-3
- ⑪（第51話〜第55話収録） ISBN 4-253-09939-4
- ⑫（第56話〜第58話収録） ISBN 4-253-09940-8
- ⑬（第59話〜第62話収録） ISBN 4-253-09941-6
- ⑭（第63話〜第68話収録） ISBN 4-253-09942-4

## ネット配信
- 2016年5月8日から、YouTube「東映アニメーションミュージアム公式YouTubeチャンネル」にて本作品の第1話が、他の東映アニメーション版『ビックリマン』シリーズ各作品の第1話とともに無料配信されている。
- 2020年4月28日から5月27日まで、同チャンネルにて第2話から第10話が期間限定で無料配信された。